# HD 126981
HD 126981，又名CD-44 9383，SAO 224969、HR 5412，是一颗恒星，视星等为5.5，位于銀經320.55，銀緯14.15，其B1900.0坐标为赤經14h 23m 41.4s，赤緯-44° 14.15′ 27″。